# Sleeping Beauties
Sleeping Beauties (titre original : Sleeping Beauties) est un roman de Stephen et Owen King paru en anglais en 2017 puis en français le 7 mars 2018. 

## Résumé
À Dooling, petite ville de Virginie-Occidentale, deux hommes qui fabriquent de la méthamphétamine sont battus à mort par une femme mystérieuse, qui met ensuite le feu à leur laboratoire avant de se laisser arrêter par le shérif du comté, Lila Norcross. Dans le même temps, des rapports commencent à faire état d'une étrange épidémie qui se propage dans le monde entier et qui fait tomber les femmes dans un sommeil profond au cours duquel elles sont rapidement enveloppées dans un cocon. Surnommée fièvre Aurora (d'après le nom de la Belle au bois dormant), la maladie provoque aussi chez les femmes endormies une rage meurtrière lorsqu'on tente de les réveiller en déchirant le cocon.
Clint Norcross, le mari de Lila, est le psychiatre de la prison pour femmes de Dooling où sa femme incarcère la meurtrière, qui se fait appeler Ève Black. Alors que l'épidémie continue de se propager dans le monde entier, les femmes qui ne sont pas encore atteintes essayent désespérément de rester éveillées par tous les moyens nécessaires tandis que des émeutes éclatent et que des groupes d'hommes réagissent bientôt en mettant le feu à des cocons, brûlant vives leurs occupantes, qu'une rumeur accuse d'être le vecteur de propagation. Lila, terrassée par la fatigue, s'endort à son tour. Elle est remplacée par son adjoint alcoolique, Terry Coombs, qui nomme Frank Geary, le responsable local de la fourrière, comme adjoint. Geary est un homme ayant bon fond mais très colérique qui veut à tout prix trouver un moyen de sauver sa fille endormie. Janice Coates, la directrice de la prison, renvoie l'un des gardiens, Don Peters, pour harcèlement sexuel ; pour se venger, Peters la drogue avec du Xanax, ce qui laisse Clint aux commandes de la prison.
Clint interroge Ève, qui semble être la seule femme dans le monde à pouvoir s'endormir et se réveiller normalement. Ève prétend être une émissaire envoyée par un être supérieur qui croit que les femmes sont capables de construire une société exempte de violence et d'autres maux  principalement causés par les hommes. Elle promet de mettre fin à la maladie si Clint parvient à la protéger pendant une semaine. Pendant ce temps, Frank et Terry engagent plusieurs recrues, dont Peters, et rétablissent l'ordre. Des rumeurs sur les capacités d'Ève se répandent dans toute la ville, ce qui pousse Frank à manipuler Terry pour la faire sortir de prison dans le but de trouver un moyen de réveiller les femmes endormies. Néanmoins, Clint, enfermé dans la prison avec une poignée de gardiens, refuse de leur livrer Ève. Le fils de Clint, Jared, et son amie Mary, cachent Lila dans une maison vide, craignant que Frank n'utilise son corps comme moyen de pression.
Pendant ce temps, dans une dimension parallèle, les femmes endormies de Dooling se retrouvent dans un monde post-apocalyptique. Lila et Janice assument le commandement, et les femmes commencent à s'organiser, même si plusieurs disparaissent mystérieusement (parce que leur corps est mort dans le monde réel). Un groupe envoyé à la recherche d'autres rescapées découvre un arbre magnifique et gigantesque, qui s'avère être le seul portail fonctionnant dans les deux sens entre ce monde parallèle et le nôtre. Elaine, l'épouse de Frank qui est en instance de séparation, tente de brûler l'arbre, mais Ève envoie une détenue, Jeanette Sorley, pour l'arrêter ; Jeanette y parvient mais est abattue par erreur par Lila.
Frank et Terry montent une équipe pour attaquer la prison et capturer Ève. Terry renonce au dernier moment et se suicide. La prise d'assaut de la prison fait de nombreux morts des deux côtés. La plupart des hommes de Frank l'abandonnent, mais il parvient avec ceux qui lui restent à atteindre la cellule d’Ève. Clint et les survivants de son groupe tentent de le persuader de renoncer, même si Ève promet à Frank que la tuer est le seul moyen de sauver sa famille. Se rendant compte qu'Ève essaie de prouver que les hommes sont fondamentalement violents et que le monde qu'ils ont bâti devrait faire place à un monde façonné par les femmes, Clint utilise la culpabilité pour pousser Ève à utiliser son pouvoir pour sauver Willy Burke, un vieux bénévole, lorsque son cœur s'arrête soudainement. Voyant cela, Frank et ses hommes permettent à Ève de retourner dans le monde parallèle, où elle donne aux femmes la chance de décider si elles veulent rester ou retourner à Dooling. En fin de compte, toutes les femmes votent pour le retour.
Alors que les femmes endormies du monde entier sortent de leur sommeil, la vie commence lentement à revenir à la normale, avec quelques légers changements dus à l'avertissement qu'a constitué la fièvre Aurora. Certains hommes, comme Frank, se décident à devenir meilleurs. Clint reprend son ancien emploi dans une prison du comté voisin, et Lila, hantée par la mort de Jeanette, démissionne de son poste de shérif. Cependant, le mariage de Lila et Clint, déjà fragilisé durant l'épidémie, se désagrège et Jared devient très distant. Dans l'épilogue, Lila retourne sur les lieux où l'arbre se trouvait à la recherche d'un signe de la présence d'Ève. Un papillon de nuit (l'une des formes d'Ève) se pose alors sur sa main.

## Accueil et distinctions
Le roman est entré directement à la 1re place de la New York Times Best Seller list le 15 octobre 2017. Il est resté quatorze semaines dans ce classement, dont une passée à la première place.
Le roman a remporté le Goodreads Choice Award 2017 du meilleur livre d’horreur. Il a été nommé au prix Bram-Stoker du meilleur roman 2017.